# Milchwerk Jäger
Die Milchwerk Jäger GmbH ist ein deutsches Molkereiunternehmen mit Sitz in Haag in Oberbayern. Es handelt sich dabei nach eigener Aussage um die älteste bestehende Privatmolkerei Deutschlands.

## Unternehmensgeschichte
Gegründet wurde das Unternehmen von Georg Jäger sen., der 1870 aus Heiterwang in Tirol nach Haag kam. Er gründete zunächst eine kleine Käserei und erschloss nach und nach kleine Milcheinzugsgebiete. Nach der Geschäftsübergabe 1911 an Sohn Georg wurde 1920 für den ständig wachsenden Betrieb die ehemalige Posthalterei mit Wirtschaftsgebäuden erworben und eine Käserei errichtet. An diesem Standort befindet sich der Betrieb nach mehrmaligen Umbauten und Erweiterungen bis heute. In den ersten Jahrzehnten wurden Käsesorten wie Romadur, Tilsiter, Limburger und der Haager Schlosskäse hergestellt.
Mit der Zeit kamen Butterei, Lagerräume, Molkeverwertungsanlagen und neue Käsereigebäude und Käsefertigungsanlagen hinzu. Im Jahr 1920 erwarb der Betrieb das Anwesen der historischen Haager Posthalterei mit allen Wirtschaftsgebäuden. Heute befindet sich hier ein Ladengeschäft der Molkerei. Im Jahr 1936 begann das Milchwerk Jäger mit der Herstellung von Markenbutter. Ein Betriebsneubau erfolgte 1938 in einem typisch oberbayerischen Stil.
Nachdem 1968 der Enkel des Firmengründers, der Kaufmann und Molkereimeister Hermann Jäger sen., die Firma übernommen hatte und ausländische Märkte (vor allem Italien) erschloss, begann man mit der Produktion überwiegend italienischer Käsesorten wie Provolone, Mozzarella und Caciotta. Auch das Milcheinzugsgebiet rund um Haag vergrößerte sich immer weiter und neue Einzugsgebiete, auch in Österreich (Mühlviertel und Innviertel), wurden hinzugenommen. 1983 wurde eine neue Schnittkäserei in Betrieb genommen, 1993 ein völlig neuer und modernst ausgestatteter Käsereibau. Im Jahr 2000 wurde die Kulturenbereitung komplett neu errichtet.
2001 übernahm der Betriebswirt Hermann Jäger jun., der Urenkel des Gründers, die Geschäftsführung des Familienunternehmens. Es folgte der Bau eines firmeneigenen Blockheizkraftwerks und außerdem eine Räucheranlage mit Naturrauch für Pasta Filata. Neben der Errichtung zweier Hochregallager und der Inbetriebnahme einer neuen Käsereianlage erfolgte eine Neuausrichtung im Vertriebsgebiet. Durch eine Erweiterung des Produktportfolios gelang es, Märkte in allen europäischen Ländern zu beliefern.

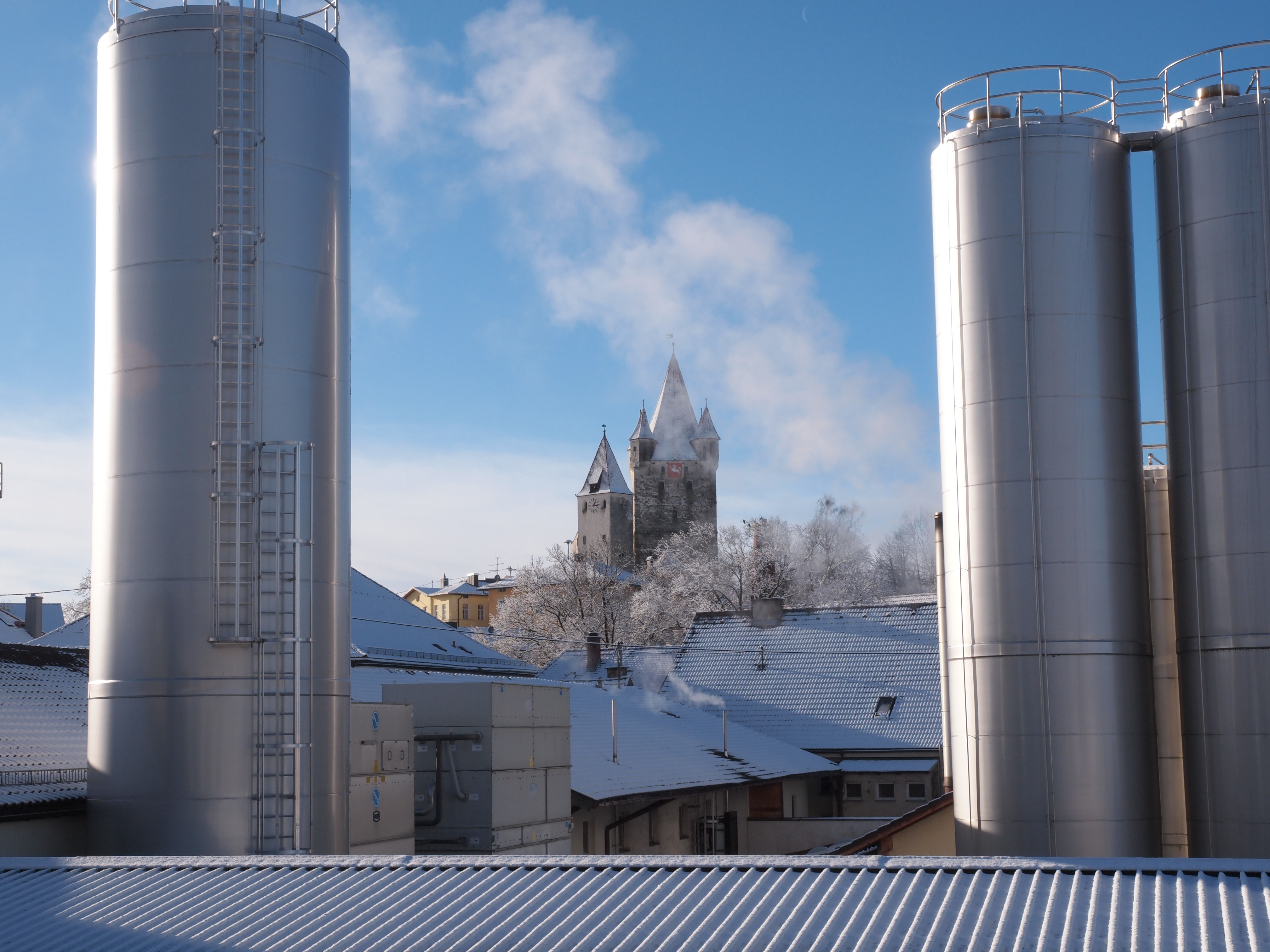
Milchwerk Jäger

Die Milchanlieferung steigerte sich kontinuierlich bis zur Einführung der Kontingentierung 1984 auf über 100 Mio. kg pro Jahr von ca. 1500 Lieferanten. Im Jahr 2001 wurde die gleiche Menge von nurmehr ca. 700 Erzeugern geliefert. Durch verschiedene Maßnahmen wurde die Verarbeitungskapazität auf ca. 650.000 kg Milch pro Tag erhöht. Dies entsprach für das Jahr 2011 einer Produktion von ca. 19.000 t Käse und 1500 t Butter.
Zwischen Juni und August 2010 kam es nach Öffnen von Mozzarella-Verpackungen zu einer blauen Verfärbung des Käses, die durch den allgemein vorkommenden Wasserkeim Pseudomonas fluorescens verursacht wurde. Durch eine unsachlich geführte Pressekampagne, Falschmeldungen und Übersetzungsfehler brach der Verkauf in Italien ein, wohin die Molkerei bis dahin 90 % ihrer Mozzarella-Produktion verkauft hatte, was 15 % des Marktanteils in Italien entsprach (das Unternehmen stand bis dahin zudem für 25 % der gesamten bayerischen Käseexporte). Der Anteil des Italien-Exports an der Käseproduktion sank anschließend bis auf zwei Drittel. Gleichzeitig konnten – auch mit neuen Produkten wie beispielsweise Kaschkaval – neue Märkte in Polen und Ungarn erschlossen werden. Das Milchwerk Jäger exportiert nun hauptsächlich nach Italien, Frankreich und Osteuropa sowie außerdem nach Südostasien.
Aufgrund einer vollen Auslastung der Produktionskapazitäten kooperiert das Milchwerk Jäger seit 2019 mit der Gmundner Molkerei im österreichischen Gmunden. Die Kooperation wurde zunächst für 30 Jahre geschlossen.
Im September 2022 wurde die Fusion mit der Gmundner Molkerei bekannt gegeben.

## Produktpalette
Die Produktpalette umfasst:
- Mozzarella, Hauptprodukt
- Pasta Filata, typisch italienischer Käse nach traditioneller Zubereitungsart
- Scamorza affumicata, mit Buchenholz geräuchert
- Kaschkaval, ein strohfarbener Käse, der auf dem Balkan und in der Türkei hergestellt wird
- Schnittkäse, wie Edamer, Gouda, Trappistenkäse
- Reibekäse
- Cagliata, ein Rohkäse, welcher zur Weiterverarbeitung zu typisch italienischen Käsesorten wie Mozzarella oder Provolone verwendet wird